# 獄中日記
《獄中日記》，是越南共產黨領導人物胡志明的漢文詩集。1942年8月，胡志明在中國廣西被重慶國民政府所捕，先後被關押在南寧、柳州、桂林等地的監獄達一年餘，至1943年9月獲釋，其間寫下百多首漢文詩，反映他的獄中生活及愛國、樂觀精神。在後世，《獄中日記》被視為研究胡志明思想、中越關係的參考材料。

## 寫作背景

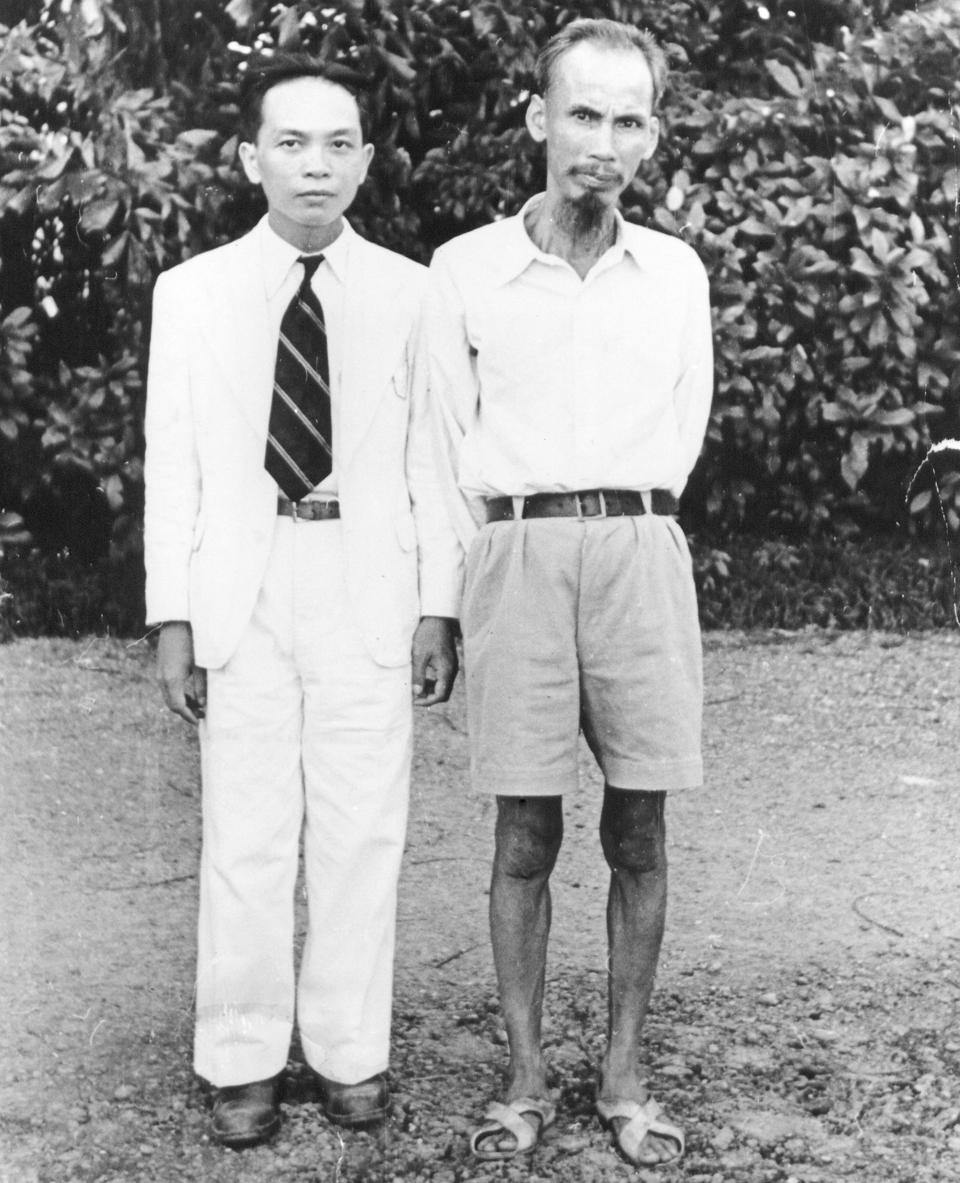
《獄中日記》作者胡志明（右）

《獄中日記》是1942年8月至1943年9月期間，印度支那共產黨（即越南共產黨）領袖胡志明在中國廣西被國民政府關押獄中時創作而成。1942年8月，因越南已受日本支配，胡志明為進行抗日行動，前往中國，欲聯繫越南抗日人員，但進入邊境時被重慶政府拘捕。此後，胡志明被輾轉押送到廣西十三個縣三十個監獄，從詩中可知包括了靖西、天保、隆安、同正、南寧、來賓、柳州、桂林等地，因監獄條件惡劣，衣食不足，使他牙齒脫落，頭髮變白，形容憔悴。但雖如此，胡志明仍對越南獨立運動抱樂觀態度，深信自己「身体在獄中，精神在獄外，欲成大事業，精神更要大」，於是在「囚中無所為」的時候「聊借吟詩消永日」，創作出漢文詩百多首，以反映他的經歷及心理狀況。
胡志明的獄中詩，抄錄在一本淺綠色封面的日記本上，封面畫有一雙戴著手銬的手，並寫有「獄中日記」四個大字，是為留存後世的《獄中日記》。

## 篇幅
胡志明《獄中日記》的詩目如下：
- 卷頭[注 2]
- 開卷
- 在足榮街被扣留
- 入靖西縣獄
- 世路難（三首）
- 早（二首）
- 午
- 問話
- 午後
- 晚
- 囚糧
- 難有吹笛
- 腳閘（二首）
- 學奕棋（三首）
- 望月
- 分水
- 中秋（二首）
- 賭
- 賭犯
- 難友莫某
- 難友原主任Ｌ
- 雙十日解往天保
- 走路
- 暮
- 夜宿龍泉
- 田東
- 初到天保獄
- 難友之妻探監
- 各報：歡迎威基大會
- 自勉
- 野景
- 粥攤
- 果德獄
- 隆安劉所長
- 早解（二首）
- 同正十一月二日[注 3]
- 難友的紙被
- 夜冷
- 綁
- 落了一隻牙
- 隆安─同正
- 街上
- 路上
- 徵兵家眷
- 解嘲
- 往南寧
- 警兵擔豬同行（二首）
- 跌落
- 半路搭船赴邕
- 南寧獄
- 納悶
- 聽雞鳴
- 一個賭犯「硬」了
- 又一個
- 禁煙紙煙的
- 夜半聞哭夫
- 黃昏
- 工金
- 睡不著
- 憶友
- 替難友們寫報告
- 癩瘡
- 聞樁米聲
- 雙十一（三首）
- 警報十一月十二日[注 4]
- 折字
- 「旅館」
- 早晴
- 「越有騷動」
- 英訪華團
- 解往武鳴
- 苞鄉狗肉
- 築路夫
- 獄丁竊我之士的
- 公里碑
- 賓陽獄中孩
- 寄尼魯（二首）
- 燈光費
- 獄中生活
- 郭先生
- 莫班長
- 遷江獄
- 撘火車往來賓
- 他想逃
- 來賓
- 到柳州
- 久不遞解
- 夜半
- 柳州獄
- 到長官部
- 四個月了
- 病重
- 到桂林
- 入籠錢
- ？[注 5]
- 到第四戰區政治部
- 政治部禁閉室
- 蒙優待
- 朝景
- 清明
- 晚景
- 伍科長，黃科員
- 限制
- 楊濤病重
- 不眠夜
- 久雨
- 惜光陰
- 讀蔣公訓詞
- 梁華盛將軍升任副司令
- 贈小侯（海）[注 6]
- 秋感（二首）
- 因肚餓
- 陳科員來探
- 侯主任恩贈一部書
- 蒙上令准出籠活動
- 秋夜
- 晴天
- 看《千家詩》有感
- 即景
- 結論
- 新出獄學登山

## 詩作風格
據中國大陸學者王曉平的分析，《獄中日記》的詩，無視古體詩與近體詩的格律體制要求，也不完全按照現代詩的寫法，而是胡志明以自己認為能夠寫出自身感受的方式，意到言止，在語言上接近現代白話詩，某些句子還帶有中國五四時期的新詩味道。
此外，胡志明在獄中生活卻能寫出漢詩百多首，與他的詩作靈感及取材有閞。據王曉平分析有如下幾點。
一是它多用白話口話，隨時以幽默的語言寫下坐牢的感受。例子如《世路難》裡稱：
|  | 余原代表越南民， 擬到中華見要人。 無奈風波平地起， 送余入獄作嘉賓。 |

二是胡志明從每天發生在監獄裡的事件提取詩材，將之與外面現實聯繫起來，寫出整個社會的黑暗與不合理，復以平淡樸素的語言加描畫。例子有《賭》裡寫道：
|  | 民間賭博被官拉， 獄裡賭博可公開； 被拉賭犯常嗟悔， 何不先到這裡來。 |

三是胡志明從枯燥無聊的囚徒生活中尋找詩情，寄望勝利和未來，顯示其鬥志不衰，豪情不減。例子有《早》裡的詩句：
|  | 早起人人爭獵虱， 八鐘響了早餐開； 勸君且吃一個飽， 否極之時必泰來。 |

## 後世評價
在後世學界，都視《獄中日記》為研究胡志明思想理念的重要材料。越共學者指出本書「飽含著一位偉大革命戰士崇高的思想感情中的『鋼鐵』內涵」。在中國大陸，史学界認為它是越南、中國現代關係史的珍貴史料和國際主義、愛國主義詩篇，可從中了解胡志明的革命信念、世界觀和方法論。文學界學者王曉平形容包括《獄中日記》在內的胡志明、潘佩珠漢文詩，都是「越南漢文學落幕前的壯歌」。臺灣作家楊碧川認為，它能令讀者「從中讀到一位革命家的偉大心靈，並了解當時中國獄政的黑暗面」。

## 流傳及出版情況
胡志明《獄中日記》詩稿的原件，被收藏在越南革命博物館保存，從1959年起，越南國家文學院開始進行整理工作，1960年翻譯《獄中日記》成越南語，同年有越南外文出版社（中文本）和越南文學出版社（中越文對照本）分別出版，這兩個版本均收錄了100首詩。其後，越南國家文學院又作補充翻譯的工作，重新考訂和公開之前未發表的獄中詩。1983年越南文學出版社推出新版本的《獄中日記》，收錄了113首。1990年，越南國家文學院繼續補充翻譯，由越南文學出版社出版134首詩版本的《獄中日記》。1995年，越南文學出版社出版的《胡志明文學選集》，也收錄了《獄中日記》及其他36首漢文詩。漢喃研究院的網站內，可閱讀全部的《獄中日記》。
在中國大陸，早在1960年，北京人民文學出版社出版了《“獄中日記”詩抄》，當中收錄胡志明獄中詩100首，其後曾有再版。2003至2004年間，學者黃錚根據越南方面的研究成果，編注《胡志明漢文詩抄·注釋·書法》，當中收錄133首獄中詩和其他36首漢詩，由廣西師範大學出版社出版。在臺灣地區，作家楊碧川著作《胡志明與越南獨立》裡，附有一部份《獄中日記》的詩作。
2015年越南黎春德评注编辑的《胡志明汉字诗全集》出版，将《狱中日记》全文收录，2017年该书在中国大陆由江苏人民出版社出版。

## 引用來源
1. ↑  散見胡志明《獄中日記》，收錄於黃錚編注《胡志明漢文詩抄·注釋·書法》，廣西師範大學出版社。
2. ↑  胡志明《獄中日記·卷頭》，收錄於黃錚編注《胡志明漢文詩抄·注釋·書法》，廣西師範大學出版社，24頁。
3. ↑  胡志明《獄中日記·開卷》，收錄於黃錚編注《胡志明漢文詩抄·注釋·書法》，廣西師範大學出版社，25頁。
4. ↑  越共中央直屬黨史研究院《胡志明主席──生平和業績簡略》，收錄於李家忠編譯《越南國父胡志明》，世界知識出版社，39─40頁。
5. ↑  黃錚編注《胡志明漢文詩抄·注釋·書法》「前言」，廣西師範大學出版社，2頁。
6. ↑  參見黃錚編注《胡志明漢文詩抄·注釋·書法》（廣西師範大學出版社）以及漢喃研究院──《獄中日記》 （页面存档备份，存于）。
7. 1 2  王曉平《亞洲漢文學·送別夕陽》，天津人民出版社，353頁。
8. 1 2  王曉平《亞洲漢文學·送別夕陽》，天津人民出版社，352頁。
9. ↑  胡志明《獄中日記·世路難（三首）》，收錄於黃錚編注《胡志明漢文詩抄·注釋·書法》，廣西師範大學出版社，27─28頁。
10. ↑  胡志明《獄中日記·賭》，收錄於黃錚編注《胡志明漢文詩抄·注釋·書法》，廣西師範大學出版社，34─35頁。
11. ↑  胡志明《獄中日記·早（二首）》，收錄於黃錚編注《胡志明漢文詩抄·注釋·書法》，廣西師範大學出版社，28頁。
12. ↑  越共中央直屬黨史研究院《胡志明主席──生平和業績簡略》，收錄於李家忠編譯《越南國父胡志明》，世界知識出版社，41頁。
13. ↑  《東南亞歷史詞典·「獄中日記」條》，上海辭書出版社，324頁。
14. ↑  黃錚編注《胡志明漢文詩抄·注釋·書法》「前言」，廣西師範大學出版社，3頁。
15. ↑  王曉平《亞洲漢文學·送別夕陽》，天津人民出版社，345頁。
16. ↑  楊碧川《胡志明與越南獨立》，一橋出版社，191。
17. ↑  黃錚編注《胡志明漢文詩抄·注釋·書法》「前言」，廣西師範大學出版社，2─3頁。
18. ↑  漢喃研究院──《獄中日記》 （页面存档备份，存于）。
19. ↑  黃錚編注《胡志明漢文詩抄·注釋·書法》「前言」，廣西師範大學出版社，3頁；胡志明《“獄中日記”詩抄》「出版說明」，北京人民文學出版社。
20. ↑  黃錚編注《胡志明漢文詩抄·注釋·書法》「前言」，廣西師範大學出版社，4頁。
21. ↑  楊碧川《胡志明與越南獨立》，一橋出版社，191─227。